# Rhynchospora squamulosa
Rhynchospora squamulosa är en halvgräsart som beskrevs av Georg Kükenthal. Rhynchospora squamulosa ingår i släktet småag, och familjen halvgräs. Inga underarter finns listade i Catalogue of Life.